# Яловцев, Виталий Валерьевич
Виталий Валерьевич Яловцев (род. 18 октября 1975, Павлодар) — казахстанский футболист, полузащитник и арбитр.

## Карьера
Воспитанник павлодарского футбола. Играл за клубы «Иртыш», «Енбек», «Батыр», «Елимай», «Акмола» и «Наша Кампания».

#### Матчи и голы
Матчи и голы за сборную
| Матчи за сборную Казахстана | Матчи за сборную Казахстана | Матчи за сборную Казахстана | Матчи за сборную Казахстана | Матчи за сборную Казахстана | Матчи за сборную Казахстана | Матчи за сборную Казахстана |
| --------------------------- | --------------------------- | --------------------------- | --------------------------- | --------------------------- | --------------------------- | --------------------------- |
| №                           | Дата                        | Соперник                    | Счёт                        | Голы                        | Соревнование                |                             |
| 1                           | 11 июля 2010                | Франция                     | 1:5                         | -                           | Квалификация ЧМ-2011        |                             |
| 2                           | 12 июля 2010                | Чехия                       | 2:8                         | -                           | Квалификация ЧМ-2011        |                             |
| 3                           | 13 июля 2010                | Азербайджан                 | 2:9                         | 1                           | Квалификация ЧМ-2011        |                             |

Итого: 3 матча / 1 гол; 0 побед, 3 поражения.
(откорректировано по состоянию на 1 сентября 2018 года)

## Достижения
Большой футбол
- Чемпион Казахстана: 1993, 1998

Мини-футбол
- Чемпион Казахстана: 2003/04
- Обладатель Кубка Казахстана: 2004

Пляжный футбол
- Чемпион Казахстана: 2008, 2009, 2010, 2011, 2012
- Обладатель Кубка Казахстана: 2008, 2011